# Torta in faccia

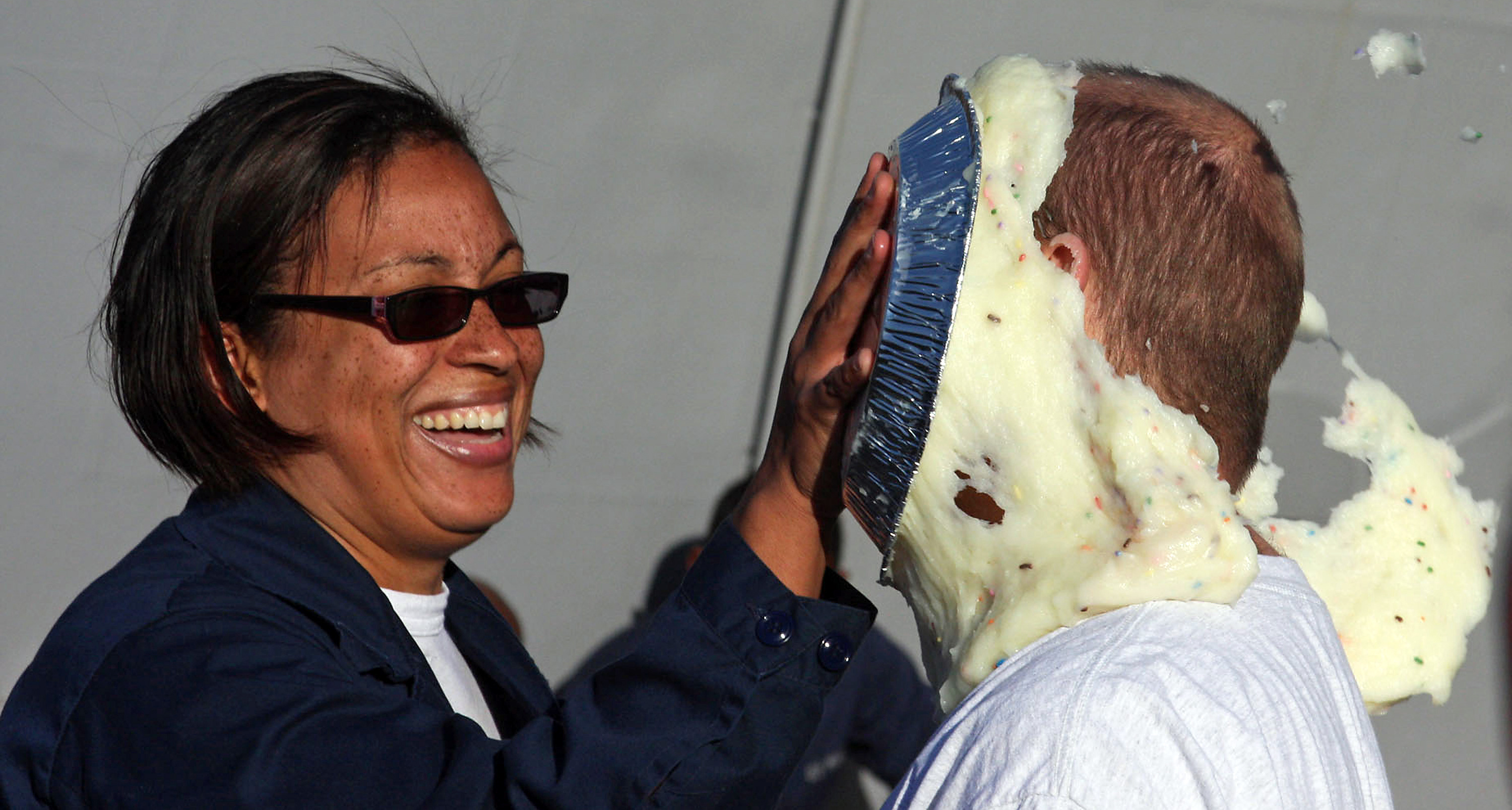

La torta in faccia è un gesto che consiste nel colpire qualcuno sul viso con una torta per scherzo, derisione, e/o protesta. Al fine di non ledere la vittima, le torte destinate al "lancio" sono soffici (solitamente hanno creme o panna montata e sono prive di uno strato di crosta superiore) e non vengono riscaldate. In alcuni casi, le torte usate per colpire qualcuno possono essere sostituite da semplici teglie di alluminio cosparse di panna montata o schiuma da barba.

## Storia
Nonostante le origini incerte, la pratica di schiacciare delle torte in faccia a fini umoristici salì alla ribalta nei numeri di varietà di Fred Karno e nelle commedie slapstick del primo Novecento. Il primo film in cui capita ciò è il corto Mr. Flip, realizzato nel 1909 dalla Essanay. Il gesto avviene in numerose altre pellicole, tra cui quelle con Buster Keaton (Fatty macellaio, 1917; Hollywood Cavalcade, 1939) e Stanlio e Ollio (La battaglia del secolo, 1927). Una delle più famose sequenze con lanci di torte in faccia è quella de La grande corsa del 1965: nel corso della pellicola vennero lanciati quattromila dolci e utilizzata una torta di più grandi dimensioni. La scena venne girata in cinque giorni e costò 200.000 dollari.
In alcuni casi, il colpire qualcuno con una torta alla crema nasce come forma di protesta e attivismo. Particolarmente celebre è il caso di Bill Gates, che, nel 1998, venne colpito da una torta alla panna mentre era in visita a Bruxelles per incontrare i funzionari dell'Unione europea. L'autore del fatto, un anarchico umorista di nome Noël Godin, fece gesti analoghi con altri noti personaggi, come Jean-Luc Godard e Bernard-Henri Lévy.